# Bataille de Guiling
Période des Royaumes combattants
La bataille de Guiling (桂陵之戰) est un affrontement entre les États de Qi et de Wei, durant la période des Royaumes combattants.

## L'invasion du Zhao
Vers 354 av. J.-C., le roi Hui de Wei attaqua l'État de Zhao, avec une armée de près de 80 000 soldats environ. Les armées du Wei firent le siège de Handan, capitale du Zhao l'année suivante, et la prirent. Le marquis Cheng de Zhao demanda l'aide du Qi.
Le roi Wei de Qi, profitant de l'opportunité de freiner les ambitions de l'État de Wei alors puissant, pensa d'abord nommer Sun Bin général, mais Sun Bin refusa au motif qu'il serait indécent d'offrir ce poste à quelqu'un de mutilé. Le roi Wei envoya Tian Ji à la place, mais assigna Sun Bin comme conseiller. Les deux généraux étaient donc les cocommandeurs de l'armée de Qi.

## Déroulement et conséquences
Alors que Tian Ji pensait que le mieux était de se rendre au plus vite au Zhao pour affronter l'armée du Wei, Sun Bin estima que les meilleures troupes ennemies ayant été envoyées sous les murs de Handan, le Wei n'était probablement en ce moment défendu que par les soldats les plus vieux et les plus faibles et qu'il serait facile d'y faire une incursion, ce qui obligerait le Wei à abandonner le Zhao. Le Qi ferait ainsi d'une pierre deux coups : venir en assistance au Zhao tout en portant un rude coup au Wei.
Sun Bin mena son armée directement contre le territoire du Wei. Paniqué, le général Pang Juan du Wei ramena ses troupes au pays et affronta les forces Qi à Guiling.
Le Wei subit une importante défaite. L'année suivante, Handan était rendu au Zhao, et le Wei conclut un traité avec lui.
Ce stratagème mis en place par Sun Bin est le second des Trente-six stratagèmes, dont on fit un proverbe : « Assiéger Wei pour secourir Zhao. »